# Пот Аргир (катепан на Италия)
Пот Аргир (на гръцки: Πόθος Ἀργυρός; на италиански: Potone Argiro и Poto Argiro) е византийски аристократ и военачалник от XI век, който служи като катепан на Италия между 1029 и 1031 г.
За първи път Пот Аргир е споменат като командир в хрониката на Йоан Скилица във връзка със събития около 1026/1027 г., случили се по източните граници на империята. Тогава Пот успява да залови арабския командир Мушараф, управител на една оспорвана погранична област близо до Антиохия. Мушараф е освободен, след като се споразумял с прекия началник на Пот – антиохийския дук Михаил Спондил.
След като се възкачва на престола, император Роман III Аргир назначава през 1029 г. Пот Аргир за катепан на Италия. Пот и Роман III са били роднини, но макар за степента на родство между двамата да няма точни сведения, изследователите Жан-Клод Шейне и Жан-Франсоа Вание смятат, че Пот най-вероятно е племенник на императора. Върху един запазен оловен печат на Пот Аргир той фигурира като протоспатарий и катепан на Италия.
Според Лупус Протоспатарий Пот Аргир пристига като катепан на Италия в Бари през юли 1029 г. и веднага трябва да се сражава в околностите на града срещу сарацинския командир Райка, чиито отряди опитали да превземат града, но били отблъснати от силите на ромеите. Друг сарацински отряд, на емира Ал-Акхала, успял да превземе крепостта Обианум (вероятно днешен Уджано). След това Лупус съобщава, че през 1031 г. (според някои през 1032 г.) Пот трябвало да отблъсне нова инвазия на сарацините от Сицилия, които обсадили крепостта Касано на границата на Лукания и Калабрия  Италианската хроника съобщава, че арабите превзели Касано през юни, а през юли същата година Пот Аргир побързал да ги отблъсне с войските си, но на 3 юли бил разбит и паднал убит в битката.
Въпреки тези сведения съществува съмнение, че Пот Аргир не е бил убит в битка през 1031 г. Това мнение се основава на информацията в един инвентарен списък на имотите на митрополията на Реджио ди Калабрия, в който са поместени и панагерици, предложени от някой си кир Пот и съпругата му, които по някакъв начин били свързани с имотите на катепаниса Теоктиста. Някои автори отъждествят Пот Аргир с кир Пот, а катепаниса Теоктиста – с неговата съпруга. А освен това преписвачът на документа отбелязва, че той е завършен през 1033/1034 г.  по времето на катепан Пот и при управлението на Роман и Зоя, т.е. по време, когато Пот Аргир би трябвало да е бил мъртъв.